# Tachydromia woodi
Tachydromia woodi är en tvåvingeart som först beskrevs av Collin 1926.  Tachydromia woodi ingår i släktet Tachydromia och familjen puckeldansflugor. Arten har ej påträffats i Sverige. Inga underarter finns listade i Catalogue of Life.